# Gutierritos (telenovela de 1966)
Gutierritos es una telenovela mexicana producida por Valentín Pimstein en 1966, dirigida por Rafael Banquells para Telesistema Mexicano.
Esta es la segunda versión realizada ya que en 1958 se transmitió la primera, y además, es la única que se tiene preservada, pues la original se hizo en vivo y para ese entonces aún no se comercializaban las videocintas para poderla grabar.

## Argumento
Ángel Gutiérrez es un hombre bueno, trabajador y sobre todo muy humilde que trabaja en un complejo de oficinas donde, ardua y honradamente, realiza su trabajo para darle todo a su esposa Rosa quien le trata muy mal, le humilla y le desprecia por su personalidad. Los hijos de Ángel y Rosa son Julio César y Lucrecia, quienes no respetan a su padre al ver que su madre le trata como un mediocre y bueno para nada.
En la oficina todo mundo se burla de Ángel incluyendo su jefe el señor Martínez quien le pone "Gutierritos" a como le empiezan a llamar todos en la oficina. Fuera de todo, Ángel tiene la amistad y apoyo de Jorge su único amigo. El señor Martínez le da empleo a una joven llamada Elena, tímida, callada y algo insegura pero muy atractiva.
Ángel escribe aventuras de como le gustaría que fuese su vida, al mostrárselas a su amigo Jorge queda fascinado y le ayuda a que sean publicadas. Ángel no quería que supieran que las historias eran de él así que deciden publicarlas en anonimato. Las historias son un éxito y recibe muchas ofertas.
Después de un tiempo, tras un malentendido, la esposa de su mejor amigo Jorge, revela que es Jorge el autor de las historias. Ángel se siente traicionado.
Ángel intenta decir la verdad pero nadie le cree mientras él sufre por haber perdido a su amigo, su libro y a la mujer que ama.

## Reparto
- Rafael Banquells ... Ángel Gutiérrez
- María Teresa Rivas ... Rosa Hernández de Gutiérrez
- Mauricio Garcés ... Jorge Contreras
- Gerardo del Castillo ... Sr. Martínez
- Josefina Escobedo ... Tía de Rosa
- Patricia Morán... Elena Rodríguez
- Manuel Lozano ... Medina
- Vicky Aguirre ... Lucrecia
- Dina de Marco ... Anita
- Carlos Navarro ... Juan Ortega
- Antonio Bravo ... Médico
- Miguel Suárez ... Sr. Fernández-Yáñez
- Aurora Cortés ... Domitila
- Mario García González ... Argüelles
- Enrique Díaz Indiano - Carlos Morán
- Luis Lara - Julio Cesar
- Guillermo Zarur - Doctor de Anita
- Lupe Andrade - Lupe
- Félix Santaella - Agente Pérez Maldonado
- Jorge Vargas - Agente de policía
- Alberto Galán - Lic. Castro
- Carmen Cortés - Lucha
- Pancho Muller - Ordóñez
- Karina Duprez - Paulina
- Xavier Massé - Médico de Gutierritos

## Otras versiones
- Gutierritos o drama dos humildes (Versión brasileña)
- Un original y veinte copias (1978)

## Retransmisión
Comenzando desde el 6 de septiembre de 2021, fue retransmitida por primera vez en el canal Tlnovelas, obteniendo altos índices de audiencia en su estreno y final.